# Домашній фронт у США

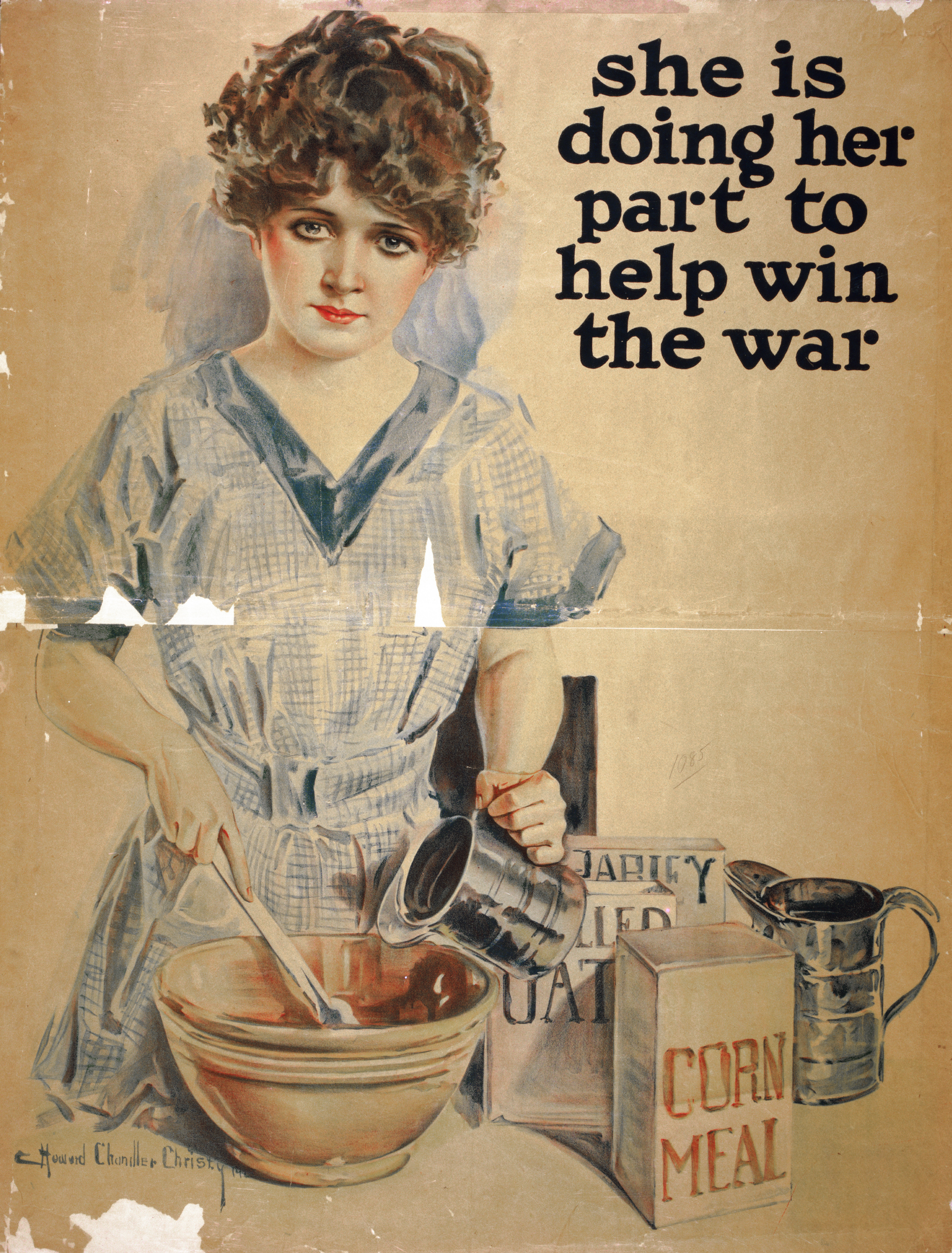
Американський постер з надписом «вона робить свій внесок, щоб допомогти виграти війну»

Домашній фронт (англ. home front) був створений під час Першої та Другої світової війни у США, коли американців закликали економно використовувати ресурси та і допомагати своїм військам.   
Участь у першій світовій війні вартувала американцям 33 млрд доларів США. На домашньому фронті жінки почали працювати замість чоловіків, яких призвали до військової служби, інші жінки в`язали шкарпетки та виготовляли бинти. Афроамериканці масово переміщалися на південь і знаходили нову роботу.
Уряд США виявив, що військові успіхи значно залежать від домашнього фронту, тому адміністрація президента Вудро Вільсона взяла на себе великий обсяг контролю над виробництвом та розподілом харчування, техніки, палива та дефіцитних товарів:
- Зокрема, членкині клубу Women's Century Club у 1918 році зв`язали 260 пар шкарпеток для військових.

- Під час Першої та Другої Світової війни: жінки перестали носити корсети через необхідність економії металу, спідниці стали коротшими та вужчими через необхідність економії тканини, зменшилась кількість декоративних деталей, кишень, в моду ввійшли жіночі брюки, вони були зручні для виконання "чоловічої" праці. [2]

- Через дефіцит м`яса було рекомендовано замінити його на овочеві блюда, так з`явилось блюдо "фальшивий гусак".
- Комітет з громадської інформації випустив близько 50 млн плакатів, брошур, фільмів, які були присвячені високим ідеалам боротьби американського народу.[1]
- На плакатах часто були ґендерно-орієнтовані повідомлення із закликом служити у військових силах США, де в образі Свободи виступала жінка в білому одязі із закликом "боріться за нас".[1]